# Ramón Rodríguez Correa
Ramón Rodríguez Correa (La Habana, 27 de agosto de 1835-Madrid, 19 de mayo de 1894) fue un escritor, periodista y político español.

## Biografía
Nacido en La Habana el 27 de agosto de 1835, en 1856 redactaba en Cádiz El Mediodía; ese mismo año llegó a Madrid. De ahí en adelante fue redactor de La Crónica (1857), El Reino (1859), El Contemporáneo (1860-1863) y El Mosquito (1864); así como director de Las Noticias (1864-1866) y redactor de El Gobierno (1872). También colaboró en La Ilustración Española y Americana. Alto funcionario de Hacienda, fue diputado a Cortes, al obtener escaño en las elecciones de 1864 por el distrito ciudadrealeaño de Almadén, en las de 1876 y 1881, por el de Guadalajara, y en las de 1886 y 1893, por el distrito granadino de Guadix. Amigo muy cercano del poeta Gustavo Adolfo Bécquer, falleció en Madrid el 19 de mayo de 1894.